# Turqueville
Turqueville ist eine französische Gemeinde mit 127 Einwohnern (Stand 1. Januar 2022) im Département Manche in der Region Normandie. Turqueville liegt nahe dem Kantonshauptort Sainte-Mère-Église. Die Umgebung um Turqueville ist landwirtschaftlich geprägt.

## Bevölkerungsentwicklung
| 1793 | 1901 | 1962 | 1968 | 1975 | 1982 | 1990 | 1999 |
| ---- | ---- | ---- | ---- | ---- | ---- | ---- | ---- |
| 339  | 268  | 160  | 161  | 159  | 121  | 101  | 117  |